# Albert Franz Theodor Reuß
Albert Franz Theodor Reuß (München, 23 mei 1879 - Berlijn, 24 december 1958) was een Duits bioloog gespecialiseerd in slangen en vlinders, en kunstschilder.
Reuß was de zoon van de occultist en vrijmetselaar Theodor Reuß en Delphina Garbois. Hij beschreef een tiental taxons, waarvan sommige als eerste. Hij heeft zich als jarenlange handelaar in vlinders en slangengif als autodidact opgewerkt tot een gerespecteerd specialist in de systematiek van deze dieren.